# الحزب الفيدرالي الأمريكي
كان الحزب الفيدرالي (بالإنجليزية: Federalist Party) حزبًا سياسيًا أمريكيًا محافظًا وقوميًا، وكان الحزب السياسي الأول في الولايات المتحدة. هيمن على الحكومة الوطنية بقيادة ألكسندر هاميلتون من عام 1789 إلى عام 1801. هزمه الحزب الجمهوري الديمقراطي في عام 1800، وأصبح حزب أقلية مع احتفاظه بمعقله في إنجلترا الجديدة. ظهر الحزب مجددًا لفترة وجيزة بمعارضته لحرب 1812، ثم انهار مع مرشحه الرئاسي الأخير في عام 1816. واستمرت بقاياه لبضع سنوات بعد ذلك.
استمال الحزب الأعمال التجارية التي فضّلت البنوك، والحكومة الوطنية على حساب حكومة الولايات، وبناء جيش وبحرية. أما في الشؤون العالمية، فقد فضّل الحزب بريطانيا العظمى، وعارض بشدة التدخل في الحروب الثورية الفرنسية والنابليونية. آثَرَ الحزب المركزية، والفدرالية، والتحديث، والتحول الصناعي، والحمائية.
دعا الفيدراليون إلى حكومة وطنية قوية تُعزز النمو الاقتصادي وتُوطد العلاقات الودية مع بريطانيا العظمى في مواجهة فرنسا الثورية. تأسس الحزب الفيدرالي بين عامي 1789 و1790 بصفته ائتلافًا وطنيًا من المصرفيين ورجال الأعمال لدعم سياسات هاميلتون المالية. عمل هؤلاء الداعمون في كل ولاية لبناء حزب منظم ملتزم بحكومة قومية ورصينة ماليًا. كان الرئيس الفيدرالي الوحيد هو جون آدامز. تفهم جورج واشنطن البرنامج الفيدرالي عمومًا، لكنه ظل مستقلًا رسميًا طوال فترة رئاسته. سيطر الحزب الفيدرالي على الحكومة الوطنية حتى عام 1801، حين تغلبت عليه المعارضة الديمقراطية-الجمهورية بقيادة الرئيس توماس جفرسون.
دعت السياسات الفيدرالية إلى إنشاء بنك وطني ورسوم جمركية وعلاقات جيدة مع بريطانيا العظمى، إذ ورد ذلك في معاهدة جاي المُتفاوض عليها في عام 1794. طور هاميلتون مفهوم السلطات الضمنية ودافع بنجاح عن تبني هذا التفسير للدستور. ندد الديمقراطيون-الجمهوريون بقيادة جفرسون بمعظم السياسات الفيدرالية، وخاصةً البنك والسلطات الضمنية، وهاجموا معاهدة جاي بشدة بصفتها غدرًا للمصالح الأمريكية لصالح بريطانيا. أُقِرَّت معاهدة جاي وفاز الفيدراليون بمعظم المعارك التشريعية الرئيسة في تسعينيات القرن الثامن عشر. احتفظوا بقاعدة قوية في مدن البلاد وفي إنجلترا الجديدة. انقسموا عندما أمّن الرئيس آدامز السلام مع فرنسا، مما أثار غضب فصيل هاميلتون الأكبر. فاز الجفرسونيون في انتخابات الرئاسة الأمريكية 1800، ولم يعد الفيدراليون إلى السلطة أبدًا. استعادوا بعض القوة من خلال معارضتهم الشديدة لحرب عام 1812، ولكنهم اختفوا عمليًا خلال حقبة المشاعر الحسنة التي أعقبت نهاية الحرب في عام 1815.
ترك الفيدراليون إرثًا دائمًا متمثلًا في حكومة فيدرالية قوية. وبعد فقدانهم السلطة التنفيذية، ساهموا على نحو حاسم في تشكيل سياسة المحكمة العليا لثلاثة عقود أخرى من خلال رئيس المحكمة العليا جون مارشال.

## التاريخ

### الأصول
استُخدِم مصطلح «الفيدرالي» سابقًا للإشارة إلى تحالف مختلف إلى حد ما من القوميين بقيادة واشنطن، والذي دعا إلى استبدال دستور جديد بالحكومة الوطنية الأضعف بموجب وثائق الكونفدرالية في عام 1789. ضم هذا التحالف المبكر هاميلتون وجيمس ماديسون.
نافس معادو الفيدرالية في ذلك الوقت الفيدراليين، إذ عارضوا إقرار الدستور واعترضوا على إنشاء حكومة مركزية أقوى. أثرت انتقادات معارضي الفيدرالية للدستور في صياغة وثيقة الحقوق. ردّ الفيدراليون على هذه الاعتراضات بوعدهم إضافة وثيقة حقوق بصفتها تعديلات في الدستور إرضاءً لهذه المخاوف، مما ساعد في ضمان قبول الدستور وتصديق الولايات عليه. قدّم كونغرس الولايات المتحدة الجديد، بأغلبية فيدرالية بدايةً، قدّم إلى الولايات سلسلة من التعديلات لضمان حريات وحقوق محددة؛ وما أن أُقِرَّت، أصبحت هذه التعديلات العشرة الأولى في الدستور.

### النهوض
رشّح الرئيس واشنطن كبير مساعديه خلال فترة الحرب، ألكسندر هاميلتون، لمنصب وزير الخزانة الجديد عند توليه منصبه في عام 1789. أراد هاميلتون حكومة وطنية قوية ذات مصداقية مالية، فاقترح البرنامج الاقتصادي الهاميلتوني الطَموح، والذي تضمن تحمل ديون الدولة المتراكمة خلال الثورة الأمريكية. أدى هذا إلى نشوء الدَين العام وتوفير وسائل سداده، وأنشأ بنكًا وطنيًا وفرض رسومًا جمركية، وكان لجيمس ماديسون أدوار رئيسة في هذا البرنامج. عُدَّت الأحزاب مُثيرةً للانقسام ومضرةً بالجمهوريانية، ولم تكن هناك أحزاب مماثلة في أي مكان في العالم.
بدأ هاملتون بناء تحالف وطني النطاق (فصيل «مؤيد للإدارة») بحلول عام 1789، مدركًا الحاجة إلى دعم سياسي صريح في الولايات. كوّن علاقات مع قوميين ذوي توجهات مماثلة، واستخدم شبكته من وكلاء الخزانة لربط أصدقاء الحكومة، وخاصةً التجار والمصرفيين، في دزينة المدن الرئيسة للأمة الجديدة. لاقت محاولاته لإدارة الشؤون السياسية في العاصمة الوطنية لتمرير خططه عبر الكونغرس، لاقت ردود فعل قوية في أنحاء البلاد. وفي هذه العملية، لم يلبث ما بدأ بصفته فصيل عاصمة حتى اتخذ صفة فصيل وطني، اتخذ بعدها اسم الحزب الفيدرالي الجديد. أيد الحزب الفيدرالي تصوُّر هاميلتون لحكومة مركزية قوية، ووافق على مقترحاته بإنشاء بنك وطني ودعم حكومي كبير. أما في الشؤون الخارجية، فقد أيد الحزب الحياد في الحرب بين فرنسا وبريطانيا العظمى.
اقترح هاميلتون تمويل الديون الوطنية وديون الولايات، فبدأ ماديسون وجون جاي بيكلي تنظيم حزب لمعارضته. تحوّل هذا الفصيل «المناهض للإدارة» إلى ما يُعرف الآن بالحزب الجمهوري الديمقراطي، بقيادة ماديسون وتوماس جفرسون. استقطب هذا الحزب العديد من المناهضين للفيدرالية الذين كانوا متخوفين من الحكومة المركزية.
بحلول أوائل تسعينيات القرن الثامن عشر، بدأت الصحف تُلَقِّب مؤيدي هاميلتون بـ “الفيدراليين" وخصومهم بـ «الجمهوريين» أو «الجيفرسونيين» أو «الديمقراطيين-الجمهوريين». كان مؤيدو جفرسون يلقبون أنفسهم عادةً بـ "الجمهوريين" وحزبهم بـ «الحزب الجمهوري». اكتسب الحزب الفيدرالي شعبية بين رجال الأعمال وسكان إنجلترا الجديدة، إذ كان الجمهوريون في الغالب من المزارعين الذين عارضوا وجود حكومة مركزية قوية. كانت المدن عادةً معاقلًا للفيدراليين، في حين كانت المناطق الحدودية جمهورية إلى حد كبير. أيد الأبرشانيون في إنجلترا الجديدة والأسقفيون في المدن الكبرى الفيدراليين، في حين مالَت الطوائف الأقلية الأخرى إلى المعسكر الجمهوري. كان الكاثوليك في ماريلند فيدراليين عمومًا.
بدأت شبكات الولايات التابعة لكلا الحزبين بالعمل في عامي 1794 و1795، وأصبحت الموالاة عاملًا مؤثرًا. أحدث نظام «الفائز ينال كل شيء» في الانتخابات فجوة واسعة بين الفائزين الذين حصلوا على الموالاة كلها، والخاسرين الذين لم يحصلوا على أي منها. كان على هاميلتون منح العديد من الوظائف المربحة في وزارة الخزانة - بلغ عددها 1700 وظيفة بحلول عام 1801. كان لدى جفرسون وظيفة بدوام جزئي في وزارة الخارجية، منحها للصحفي فيليب فرينو لمهاجمة الفيدراليين. فاز جورج كلينتون بمنصب حاكم الولاية في نيويورك، واستخدم تمويل الموالاة الضخم في الولاية لدعم القضية الجمهورية.
حاول واشنطن وفشل في تهدئة الخلاف بين كبيري أعضاء حكومته. أُعيد انتخابه دون معارضة في عام 1792. رشّح الجمهوريون-الديمقراطيون حاكم نيويورك كلينتون ليحل محل الفيدرالي جون آدامز نائبًا للرئيس، لكن آدامز فاز. كان ميزان القوى في الكونغرس متقاربًا، مع بقاء بعض الأعضاء مترددين بين الحزبين. في أوائل عام 1793، أعد جفرسون سرًا قرارات قدمها عضو الكونغرس عن ولاية فرجينيا ويليام برانش جايلز، هادفًا إلى رفض هاميلتون وإضعاف إدارة واشنطن. دافع هاميلتون عن إدارته للشؤون المالية المعقدة للبلاد، والتي لم يستطع أي من منتقديه فهمها حتى وصول الجمهوري ألبرت غالاتين إلى الكونغرس في عام 1793.

هاجم الفيدراليون ردًّا على ذلك زاعمين أن البرنامج الهاميلتوني أعاد الازدهار الوطني، كما هو موضح في مقال صحفي مجهول المصدر في عام 1792:
إلى أيِّ نشاطٍ ماديٍ أو أخلاقيٍ أو سياسيٍ يُعزى هذا الازدهار؟ ليس هناك سوى إجابةٍ واحدةٍ على هذه التساؤلات: استعادةُ الائتمانِ العامِ وترسيخُه. لقد خلقت الحكومةُ العامة، بتوحيدِها المواردَ الماليةَ للولاياتِ وتفعيلِها، رأسَ مالٍ مُساهمٍ جديد بملايينِ الدولارات، يُوجَّهُ، مع ما كان موجودًا سابقًا، إلى كلِّ فرعٍ من فروعِ الأعمال، مانحًا الحياةَ والحيويةَ للصناعةِ في عملياتِها المتنوعةِ بلا حدود. لأعداءِ الحكومةِ العامةِ وقانونِ التمويلِ والبنكِ الوطنيِّ أن يجعجعوا ضدَّ الاستبدادِ والأرستقراطيةِ والمضاربينَ عبرَ الاتحادِ وأن يُردِّدوا الضجيجَ الصاخبَ ما شاءوا؛ إلا أن الوضعَ الحاليَّ للزراعةِ والتجارةِ، والسلامِ، ورضا واكتفاءِ السوادِ الأعظمِ من الناسِ، يُكَذِّبُ ادعاءاتِهم.
كتب جفرسون في الثاني عشر من فبراير عام 1798:
نشأت طائفتانِ سياسيتانِ داخلَ الولاياتِ المتحدة، إحداهما تَعتقدُ أن السلطةَ التنفيذيةَ هي فَرعُ حكومتِنا الذي يحتاجُ الدعمَ أكثرَ من غَيرهِ؛ والأخرى تَعتقدُ أنها مثل الفرعِ المُمَاثلِ في الحُكومةِ الإنجليزية، فهي بالفعل قويةٌ للغاية بالنسبةِ للأجزاءِ الجَمهوريةِ من الدستور؛ وعليه، فإنها تَميلُ في الحالات الإشكاليةِ إلى السلطاتِ التشريعيةِ: أمّا الطائفةُ الأولى فتُسمى فيدراليين، وأحيانًا أرستقراطيين أو أحاديين، وأحيانًا توريز (مُحافظين)، على غرارِ الطائفةِ المُقابلة في الحكومةِ الإنجليزية ذات التعريفِ نفسه تمامًا: وأمّا الطائفةُ الأخيرة فتُسمى جمهوريين ذوي المرقى، والويغز (الأحرار)، واليعاقبة، واللاسلطويين، والفوضويين، إلخ. هذه المصطلحاتُ مألوفةٌ لدى معظمِ الأشخاص.

## البُعْد الديني
ارتبط الحزب الفيدرالي في إنجلترا الجديدة ارتباطًا وثيقًا بالكنيسة الأبرشانية. وعندما انهار الحزب، حُلّت الكنيسة. استهدف الفيدراليون الكفر بأشكاله كلها في انتخابات عام 1800 وانتخابات أخرى. واتهموا المرشحين الجمهوريين تكرارًا بالإلحاد أو مناهضة الدين، وخاصةً جفرسون وبين وفرانكلين. في المقابل، أيّد المعمدانيون والميثوديون وغيرهم من المنشقين القضية الجمهورية. أخبر جفرسون المعمدانيين في كونيكتيكت بضرورة وجود «جدار فاصل» بين الكنيسة والدولة، مُلَمِّحًا بذلك إلى كتابات روجر ويليامز من رود آيلاند.